# Avenue Anna-Politkovskaïa
L’avenue Anna-Politkovskaïa, anciennement avenue de Bel-Air, est une avenue située dans le 12e arrondissement de Paris.
Elle ne doit pas être confondue avec un quasi-homonyme, appartenant aussi au 12e arrondissement, mais dans la partie urbanisée : l’avenue du Bel-Air (de la place de la Nation à l’avenue de Saint-Mandé). Cette quasi-homonymie était sans conséquence tant que ces deux voies ont appartenu à des communes différentes.

## Situation et accès
L’avenue Anna-Politkovskaïa, anciennement avenue de Bel-Air, est située dans le quartier administratif du Bel-Air, dans le bois de Vincennes et à proximité de Saint-Mandé (Val-de-Marne).

## Origine du nom

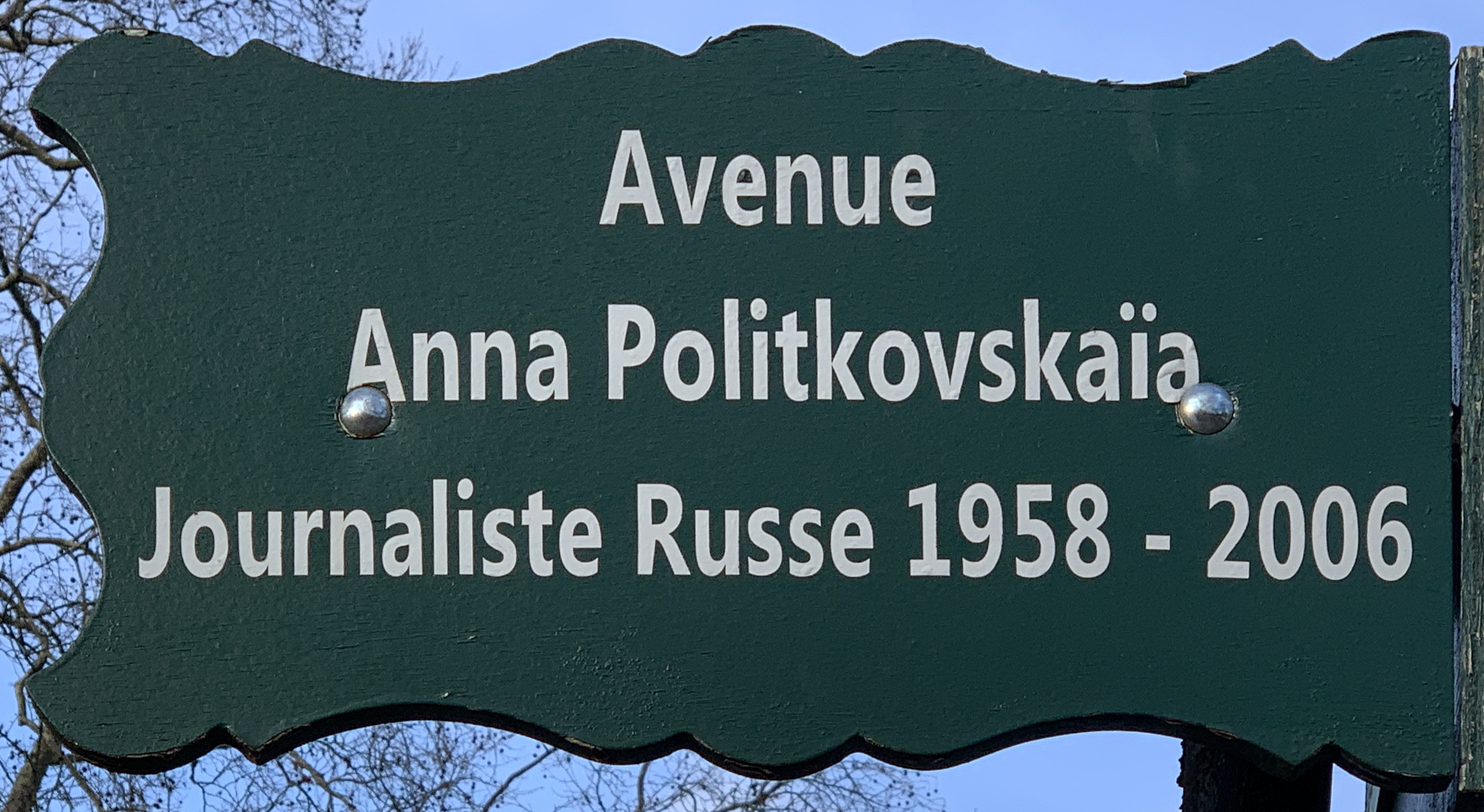
Plaque de l'avenue.

Elle porte le nom de la journaliste russe et militante des droits humains Anna Politkovskaïa (1958-2006).

## Historique
L’avenue de Bel-Air était située autrefois sur le territoire de la commune de Saint-Mandé (appartenant alors, comme Paris, au département de la Seine). Elle est annexée à Paris par décret du 18 avril 1929.
 Elle a été rebaptisée avenue Anna-Politkovskaïa par une délibération du conseil de Paris en 2013. 

Dans son Dictionnaire historique des rues de Paris, Jacques Hillairet indique que l'avenue du Bel-Air porte ce nom parce qu’« elle traversait le hameau du Bel-Air ».

Dans son Dictionnaire administratif et historique des rues de Paris et de ses monuments, Félix Lazare indique que l'avenue du Bel-Air porte ce nom parce que « sa position un peu élevée et découverte lui a fait donner le nom qu'elle porte ».